# Nucleic Acids Research
Nucleic Acids Research — рецензируемый научный журнал открытого доступа, публикуемый с 1974 года издательством Оксфордского университета. Журнал публикует исследования нуклеиновых кислот и других близких тем. Согласно Journal Citation Reports, в 2021 году импакт-фактор журнала равен 19.160. Выходят два спец-выпуска в год. Начиная с 1993 года первый выпуск каждого года посвящён биологическим базам данных. Начиная с июля 2003 года каждый год публикуется спецвыпуск посвящённый статьям описывающим онлайн ресурсы имеющие значение для биологического сообщества.